# Tempestade tropical Lucille
A tempestade tropical Lucille foi o primeiro ciclone tropical a ter seu nome retirado na bacia do Pacífico Ocidental. Lucille foi identificada ao leste das Filipinas como uma depressão tropical fraca em 25 de maio de 1960. Seguindo na direção noroeste, o sistema não conseguiu se desenvolver e os avisos sobre ele foram interrompidos em 27 de maio. Ao mesmo tempo, um segundo sistema começou a se organizar ao longo da costa oeste de Luzon. Os dois sistemas acabaram se fundindo em um só nas Filipinas entre 28 e 29 de maio. Agora seguindo para o nordeste, o sistema se intensificou novamente e se tornou uma tempestade tropical em 30 de maio. Lucille atingiu o seu pico de intensidade no final daquele dia com ventos de 85 km/h (50 mph). À medida que acelerava em águas abertas, o sistema roçou as ilhas de Iwo Jima e Chichi-jima antes de fazer a transição para um ciclone extratropical em 1 de junho. Os restos de Lucille foram notados pela última vez em 4 de junho perto da Linha Internacional de Data.
Entre 27 e 29 de maio, fortes chuvas caíram em grande parte de Luzon conforme Lucille se desenvolvia. Essas chuvas, chegando a 406 mm (16.0 in) nos subúrbios de Manila, provocou inundações destrutivas que deixaram algumas áreas com pelo menos 4.6 m (15 ft) de água. A pior das enchentes ocorreu durante a madrugada de 28 a 29 de maio durante esse tempo, centenas de casas foram varridas e uma estimativa de 300 a 500 pessoas, incluindo pelo menos 80 crianças, foram mortas. As perdas monetárias com as enchentes ultrapassaram US $ 2 milhões.

## História meteorológica
Em 24 de maio de 1960, uma possível área de baixa pressão foi identificada a oeste de Koror, na República de Palau. Seguindo geralmente para o noroeste, o sistema se desenvolveu gradualmente. Apesar de ter ventos de apenas de 30 km/h (15 mph), foi classificado como uma depressão tropical no início do dia seguinte e recebeu o nome de Lucille pelo Joint Typhoon Warning Center (JTWC). Mais ou menos na mesma época, um segundo sistema de baixa pressão menos organizado foi desenvolvido na costa oeste de Luzon, nas Filipinas. Esse sistema permaneceu quase estacionário sobre o Mar do Sul da China enquanto Lucille acelerava para noroeste. No início de 27 de maio, o JTWC emitiu o seu comunicado final sobre a depressão à medida que se aproximava das Filipinas. Depois de degenerar, os remanescentes de Lucille se moveram sobre os Visayas.
Pouco depois de o JTWC emitir o seu parecer final sobre Lucille, a Japan Meteorological Agency começou a monitorar o sistema perto de Luzon como uma depressão tropical. Em 28 de maio dados de radiossonda da Base Aérea de Clark em Luzon indicaram que o segundo sistema adquiriu uma circulação fechada no nível mb 500 e começou a se mover para o nordeste. Ao cruzar o norte das Filipinas, os dois sistemas se fundiram e se tornaram um único ciclone, mantendo o nome Lucille. Durante a passagem do país, ventos de até 63 km/h (39 mph) foram relatados em Manila. Uma vez de volta em águas abertas, o sistema se intensificou à medida que acelerou para nordeste, atingindo a intensidade da tempestade tropical no início de 30 de maio.
A tempestade tropical Lucille atingiu seu pico de intensidade no final de maio 30 com ventos de 85 km/h (50 mph) e uma pressão barométrica estimada de 985 mbar ( hPa ; 29,09 inHg ). Nessa altura, a China Meteorological Administration estimou que Lucille era um sistema mais forte, chegando ao estado de tufaão com ventos sustentados de dois minutos estimados de 125 km/h (78 mph).  Por volta das 17:00 UTC em 31 de maio, a tempestade rastreou aproximadamente 65 km (40 mi) a oeste de Iwo Jima. Cerca de cinco horas depois, mudou-se dentro de 15 km (10 mi) de Chichi-jima onde uma pressão de 992 mb (hPa; 29,30 inHg) foi medido. Os ventos sustentados em Chichi-jima chegaram a 95 km/h (60 mph); no entanto, eles foram determinados como não representativos da intensidade real de Lucille devido ao afunilamento natural na ilha. Em 1 de junho, o sistema fez a transição para um ciclone extratropical ao virar para oeste-noroeste e continuar em águas abertas. Os remanescentes de Lucille foram notados pela última vez pela JMA em 4 de junho quando cruzou a Linha Internacional de Data.

## Impacto
Antes da transição para um ciclone extratropical, Lucille raspou pelas ilhas japonesas de Iwo Jima e Chichi-jima. No primeiro, os ventos chegaram a 55 km/h (35 mph), enquanto no último, as rajadas chegaram a 130 km / h (80 mph). As rajadas em Chichi-jima fizeram com que o USS Cayuga entrasse no porto.
Devido à significativa perda de vidas causada pela tempestade, o nome Lucille foi retirado. Isso marcou a primeira vez que um ciclone tropical no Pacífico Ocidental teve o seu nome removido após seu uso. Por razões desconhecidas, ele não foi substituído por nenhum nome em particular, tornando-se uma das duas tempestades na bacia por não ter um substituto, embora Lucy tenha assumido o lugar do nome em 1962.

### Filipinas
Em todo o norte das Filipinas, chuvas torrenciais associadas a Lucille, a baixa secundária e uma subsequente monção do sudoeste causaram extensas inundações. As chuvas mais fortes ocorreram entre 27 e 28 de maio, com condições semelhantes a uma tempestade tropical ocorrendo durante a madrugada. Durante um período de 24 horas em 27 de maio, 218 mm (8.6 in) de chuva caiu em Manila.  Nos arredores, mais de 406 mm (16 in) de chuva caiu. Ventos fortes derrubaram árvores e sinais e derrubaram linhas telefônicas. A cidade de Manila foi praticamente paralisada quando três quartos da cidade ficaram submersos em pelo menos 0.3 m (0.98 ft) de água. O transporte foi encerrado e os negócios abandonados no dia seguinte às inundações. Ocorrendo principalmente nas comunidades suburbanas ao redor de Manila, os rios ultrapassaram as suas margens e inundaram áreas "ocupadas". As áreas mais atingidas foram submersas em até 4.6 m (15 ft) de água. Moradores relataram que as casas foram varridas de suas fundações pela água e levadas rio abaixo. Outros relataram ter visto corpos flutuando em meio a escombros. Em Tondo, enchentes atingindo 1.8 m (6 ft) de profundidade e matou pelo menos sete pessoas. Centenas de casas foram destruídas em Manila, resultando em muitas mortes. Numerosas casas foram destruídas na cidade de Quezon. O coração de Manila foi poupado de inundações, pois o rio que cortava a cidade começou a diminuir depois de quase passar por cima do dique de concreto ao redor.
Em todas as Filipinas, as autoridades confirmaram que 108 pessoas, incluindo 80 crianças, foram mortas e outras 150 estavam faltando em 30 de maio. Relatórios posteriores sobre a tempestade afirmaram que aproximadamente 300 pessoas perderam as suas vidas. Algumas notícias indicam que até 500 pessoas podem ter sido mortas. Além disso, mais de 20.000 pessoas ficaram desabrigadas. As perdas totalizaram cerca de $ 2 milhão. As enchentes foram consideradas as piores do país desde 1947. A inundação causada por Lucille também foi considerada a pior de todas no país por alguns até setembro de 2009, quando o tufão Ketsana devastou Manila.
Imediatamente após as enchentes, toda a força policial de Manila foi mobilizada para ajudar os residentes e iniciar as operações de socorro. Em 29 de maio, o prefeito da cidade de Quezon, Norberto S. Amoranto, enviou um pedido de emergência à Força Aérea das Filipinas para resgatar pessoas presas nos telhados.